# Roman Polanski
Roman Polanski (/pəˈlænski/ pə-LAN-skee, tiếng Ba Lan: [ˈrɔman pɔˈlaj̃skʲi] ⓘ; sinh ngày 18 tháng 8 năm 1933 tại Paris; tên khai sinh Raymond Thierry Liebling) là một đạo diễn, nhà sản xuất, biên kịch và nam diễn viên điện ảnh người Pháp gốc Ba Lan.

## Tiểu sử và sự nghiệp
Roman Polanski sinh ra ở Paris (Pháp) vào ngày 18 tháng 8 năm 1933, trong một gia đình người Ba Lan gốc Do Thái.
Năm 1964, Polanski gây tiếng vang với Knife In The Water được đề cử Oscar Phim tiếng nước ngoài xuất sắc nhất. Sau đó, Roman Polanski sang Mỹ định cư.
Năm 1968, Polanski thành công với Rosemary’s Baby. Phim này đã đem về cho Ruth Gordon giải Oscar Nữ diễn viên phụ xuất sắc nhất, còn ông thì được đề cử Oscar Kịch bản chuyển thể xuất sắc nhất.
Tháng 3/1977, tại nhà riêng của tài tử Jack Nicholson ở Hollywood Hills. Polanski đã chuốc rượu Samantha Geimer, một người mẫu vị thành niên và cưỡng bức cô bé, lúc ấy mới 13 tuổi. Sự việc gây chấn động dư luận. Ông bị gởi tới một nhà tù trong 42 ngày nhưng rồi vị thẩm phán tìm cách rút lại một thỏa thuận nhận tội. Vào ngày tuyên án vào ngày 31 tháng 1 năm 1978: Trước nguy cơ chịu mức phạt tối đa 50 năm tù, nghĩ rằng vị thẩm phán sẽ tuyên phạt ông ở tù thêm, Polanski trốn đến Pháp, vì nước này không ký hiệp ước dẫn độ tội phạm với Mỹ.
Nhà đạo diễn các cuốn phim nổi tiếng như Rosemary's Baby yêu cầu một tòa kháng án ở California hủy bỏ quyết định không chấm dứt vụ kiện của một thẩm phán nay đã qua đời, nói rằng vị thẩm phán này làm trái thỏa thuận với luật sư của ông. Polanski sống tại Pháp trong ba thập niên và tiếp tục đạo diễn nhiều cuốn phim khác.
Năm 2002, Polanski gây tiếng vang trở lại với bộ phim The Pianist. Tác phẩm này đã đoạt 3 Giải Oscar, trong đó có giải Đạo diễn xuất sắc nhất.
Ngày 1 tháng 3 năm 2003, Samantha Geiner tuyên bố tha thứ cho Polanski và mong ông đến nhận giải Oscar, nhưng ông không dám đi dự giải điện ảnh danh giá nhất thế giới này.
Ngày 26 háng 9 năn 2009, Polanski bị bắt giữ tại Thụy Sĩ, khi ông đi nhận giải Thành tựu trọn đời tại Liên hoan phim Zurich. Polanski dự trù sẽ nhận được giải thưởng danh dự tại đại hội điện ảnh này nhưng bị chặn bắt ở phi trường. Hoa Kỳ có một trát bắt giữ Polanski kể từ năm 1978 và hiện còn hiệu lực, nhưng Thụy Sĩ nói nhà chức trách Mỹ chỉ mới tìm cách bắt giữ nhà đạo diễn trên khắp thế giới kể từ năm 2005. "Đây là một lời yêu cầu hợp lệ và chúng tôi biết khi nào ông ta sẽ đến đây," theo lời phát ngôn viên Bộ Tư pháp Guido Balmer. "Đó là lý do tại sao ông ta bị bắt." Balmer nói nay chính phủ Hoa Kỳ phải chính thức đưa ra yêu cầu dẫn độ.
Ngày 28 tháng 9 năm 2009, Tổng lãnh sự Pháp ở Zurich, Jean - Luc Fauré -Tournaire và Đại sứ Ba Lan Jaroslaw Starzyk đến thăm Roman Polanski tại nhà tù Thụy Sĩ.
Bộ trưởng Ngoại giao Pháp Bernard Kouchner và người đồng nhiệm Ba Lan đã viết thư cho Ngoại trưởng Mỹ Hillary Clinton yêu cầu trả tự do cho Polanski. Bộ trưởng Văn hóa Pháp Frederic Mitterand vô cùng ngạc nhiên trước việc Polanski bị bắt, nói thêm ông rất lấy làm tiếc vì thêm một sự khó khăn khác lại gây ra cho một người đã từng phải chịu quá nhiều. Mitterand thảo luận với Tổng thống Nicolas Sarkozy về trường hợp của Polanski.
Hơn 70 đạo diễn, nghệ sĩ như: Costa-Gavras, Vương Gia Vệ, Fanny Ardant, Ettore Scola,... ký vào đơn kiến nghị và phản đối Thụy Sĩ bắt giữ Polanski ở và đòi trả tự do ngay lập tức ông.
Trong khi bị cầm giữ tại Thụy Sĩ, Polanski chống lại các cố gắng của Hoa Kỳ nhằm dẫn độ ông từ Thụy Sĩ về California, theo luật sư của ông ngày 28 tháng 9 năm 2009. Một vụ giằng co liên quan đến Polanski leo thang, giữa lúc Pháp và Ba Lan thúc giục Thụy Sĩ hãy phóng thích ông có thế chân và gây áp lực với các viên chức Hoa Kỳ về vụ này, kể cả Ngoại trưởng Hillary Clinton. Nhà chức trách ở Los Angeles coi ông Polanski như một "tội phạm và kẻ đào tẩu." Bộ Tư pháp Thụy Sĩ không loại trừ khả năng Polanski có thể được phóng thích có thế chân theo các điều kiện rất gắt gao để ngăn cản ông trốn khỏi Thụy Sĩ.
Polanski thuê luật sư Thụy Sĩ Lorenz Erni để đại diện cho ông ở Thụy Sĩ. Polanski rất có thể sẽ trải qua vài tháng bị cầm giữ ở Thụy Sĩ, trừ phi ông đồng ý từ bỏ bất cứ thách thức nào trong việc dẫn độ ông tới Hoa Kỳ. Theo một thỏa hiệp vào năm 1990 giữa Thụy Sĩ và Hoa Kỳ, Washington có 60 ngày để đệ trình một yêu cầu chính thức để dẫn độ ông. Lời yêu cầu của Hoa Kỳ để giải giao Polanski trước hết phải được Bộ Tư pháp Thụy Sĩ cứu xét, và một khi được chấp thuận có thể bị kháng cáo tại một số tòa án. Nạn nhân của ông, Samantha Geimer, năm 2009 đã 45 tuổi, tham gia vào cố gắng của Polanski nhằm bãi bỏ vụ án, khi nói rằng bà muốn vụ án kết thúc. Bà đã kiện Polanski và đạt được một cuộc dàn xếp không được tiết lộ.
Ngày 6 tháng 10 năm 2009, Polanski thất bại trong vòng đầu của nỗ lực tránh để không bị áp giải Hoa Kỳ. Bị nhốt trong một nhà tù ở Zurich, Polanski được thông báo là sẽ tiếp tục bị giam vì Bộ Tư pháp Thụy Sĩ bác bỏ yêu cầu được đóng tiền thế chân của ông. Giới hữu trách Thụy Sĩ bày tỏ sự lo ngại rằng Polanski có thể trốn ra khỏi quốc gia này nếu được thả khỏi tù. Chính phủ không thể chấp nhận việc đóng tiền thế chân hay thi hành các biện pháp khác thay vì giam giữ vì khả năng bỏ trốn của Polanski quá cao.